# Iglesia de San Francisco Javier (Salalah)
La Iglesia de San Francisco Javier es el nombre que recibe un edificio religioso que se encuentra ubicado en la localidad de Salalah en el oeste del Sultanato de Omán al sur de la Península arábiga.
El templo sigue el rito romano o latino y depende del Vicariato Apostólico de Arabia del Sur (Apostolicus Vicariatus Arabiae Meridionalis o النيابة الرسولية من جنوب الجزيرة العربية). Su historia se remonta a finales de 1979 cuando el sacerdote Antonino Fortuna comenzó la construcción del edificio que fue concluido en 1981 como una pequeña capilla, esta sería sustituida en 1985 por una iglesia mucho más grande. Posteriormente se agregarían otras estructuras vinculadas al templo, como el Salón Parroquial o el centro para el catecismo.